# Санкції Євросоюзу проти громадян України, підозрюваних у незаконному привласненні державних коштів і порушенні прав людини

## Передісторія
У грудні 2013-лютому 2014 років у великих містах України, особливо у Києві, відбулися масові акції протесту, викликані відмовою Президента України Віктора Януковича підписати в листопаді 2013 року попередньо погоджену угоду про асоціацію з Європейським Союзом, а також загальним невдоволенням народних мас політикою проросійської влади на чолі з Президентом Януковичем і головою уряду Миколою Азаровим, привласненням ними значних сум державних коштів і корупцією в країні. Наприкінці лютого протистояння між протестувальниками і загонами силовиків (зокрема, «Беркуту») в урядовому кварталі загострилося; було застосовано вогнепальну зброю, внаслідок чого загинуло більше сотні осіб.
Після протистояння у Києві ситуація стала неконтрольованою і Президент України Віктор Янукович за допомогою російських спецслужб 21 лютого 2014 року втік через Севастополь до Російської Федерації; слідом втекли й інші високопосадовці з його оточення.
У зв'язку з цими подіями 28 лютого 2014 року уряд Швейцарії ухвалив рішення заморозити рахунки 20 громадян України у своїх банках. У поширеному офіційному списку вказано прізвища Віктора Януковича та його сина Олександра, Сергія Арбузова, Миколи Азарова і ряду інших членів кабінету міністрів. Аналогічне рішення ухвалила влада Ліхтенштейну. Австрія також заморозила на вимогу Києва рахунки 18 громадян України в банках на своїй території. Прокуратура Женеви завела кримінальну справу стосовно Віктора Януковича за звинуваченням у відмиванні грошей. Разом з тим, на середину листопада 2014 року 18 колишніх українських високопосадовців, які перебувають під майновими санкціями, не мали заборони на отримання Шенгенської візи та інших європейських віз, що стало відомо після видачі Андрію Портнову шенгенської візи на рік
Прем'єр-міністр Канади Стівен Гарпер 6 березня також оголосив про замороження активів представників режиму колишнього президента Віктора Януковича.
5 березня 2014 представники держав-членів ЄС ухвалили списки українських чиновників, підозрюваних у корупції. Рішення набуло чинності 6 березня.
9 грудня 2016 Швейцарія продовжила замороження активів колишнього президента України Віктора Януковича і пов'язаних з ним осіб на 2017 рік

## Список осіб, проти яких застосовуються санкції з боку ЄС
Сайт Ради ЄС 6 березня 2014 року оприлюднив перелік осіб, проти яких застосовуються санкції, а саме замороження і повернення незаконно привласнених коштів української держави. До списку потрапили:
| ПІБ                           | Коментар                                           | Санкції України | Санкції США | Санкції ЄС | Інші |
| Азаров Микола Янович          | колишній Прем'єр-міністр України                   |                 |             |            |      |
| Азаров Олексій Миколайович    | син Миколи Азарова                                 |                 |             |            |      |
| Богатирьова Раїса Василівна   | екс-голова Міністерства охорони здоров'я           |                 |             |            |      |
| Захарченко Віталій Юрійович   | колишній голова Міністерства внутрініх справ       |                 |             |            |      |
| Калінін Ігор Олександрович    | колишній радник Януковича                          |                 |             |            |      |
| Клюєв Андрій Петрович         | колишній Голова Адміністрації Президента України   |                 |             |            |      |
| Клюєв Сергій Петрович         | брат Андрія Клюєва                                 |                 |             |            |      |
| Курченко Сергій Віталійович   | підприємець і фінансист «сім'ї»                    |                 |             |            |      |
| Лукаш Олена Леонідівна        | екс-голова Міністерства юстиції                    |                 |             |            |      |
| Портнов Андрій Володимирович  | колишній заступник голови Адміністрації Президента |                 |             |            |      |
| Пшонка Артем Вікторович       | син Віктора Пшонки                                 |                 |             |            |      |
| Пшонка Віктор Павлович        | колишній Генеральний прокурор України              |                 |             |            |      |
| Ратушняк Віктор Іванович      | колишній заступник міністра внутрішніх справ       |                 |             |            |      |
| Табачник Дмитро Володимирович | екс-міністр освіти та науки                        |                 |             |            |      |
| Якименко Олександр Григорович | колишній Голова Служби безпеки України             |                 |             |            |      |
| Янукович Віктор Вікторович    | син Віктора Януковича                              |                 |             |            |      |
| Янукович Віктор Федорович     | 4-й Президент України                              |                 |             |            |      |
| Янукович Олександр Вікторович | син Віктора Януковича                              |                 |             |            |      |